# Marian Oprea
Marian Oprea (Pitești, 6 juni 1982) is een Roemeense hink-stap-springer. Hij is wereldkampioen, Europees juniorenkampioen, meervoudig Balkan kampioen en meervoudig Roemeens kampioen. Hij nam driemaal deel aan de Olympische Spelen en won hierbij één keer een zilveren medaille.

## Biografie
Zijn eerste internationale succes behaalde Oprea in 2000 door in Santiago wereldkampioen bij de junioren te worden met een sprong van 16,41 m. In 2001 nam hij voor het eerst deel aan een belangrijk internationaal kampioenschap, maar kwam niet door de voorrondes heen. Hij slaagde hierin ook niet op het EK atletiek van 2002 in München en het WK atletiek in Parijs. Wel werd hij in 2002 vice-Europees indoorkampioen in Wenen met een sprong van 17,22.
Oprea behaalde een zilveren medaille op de Olympische Spelen van Athene in 2004 met een sprong van 17,55 achter de Zweed Christian Olsson (17,79). Brons won hij op de wereldkampioenschappen van 2005 in Helsinki. Op de Europese kampioenschappen atletiek 2006 in Göteborg werd hij opnieuw door Olsson verslagen en moest genoegen nemen met het brons. Op de LBBW Meeting 2006 was Olsson niet van de partij en ging Oprea met een sprong van 17,38 met de hoogste eer strijken.
Op de Olympische Spelen van 2016 in Rio de Janeiro wist hij geen geldige poging te produceren en eindigde zodoende op de laatste plaats in de kwalificatieronde.

## Titels
- Wereldkampioen junioren hink-stap-springen - 2000
- Europees junioren kampioen hink-stap-springen - 2001
- Balkan indoorkampioen hink-stap-springen - 2002, 2003, 2006
- Roemeens kampioen hink-stap-springen - 2001, 2003, 2004, 2005, 2006, 2007
- Roemeens indoorkampioen hink-stap-springen - 2006

## Persoonlijke records
Outdoor
| Onderdeel          | Prestatie | Datum            | Plaats    |
| ------------------ | --------- | ---------------- | --------- |
| verspringen        | 7,63 m    | 17 februari 2002 | Boekarest |
| hink-stap-springen | 17,74 m   | 18 februari 2006 | Boekarest |

Indoor
| Onderdeel          | Prestatie | Datum        | Plaats   |
| ------------------ | --------- | ------------ | -------- |
| verspringen        | 7,73 m    | 18 juni 2005 | Leiria   |
| hink-stap-springen | 17,81 m   | 5 juli 2005  | Lausanne |

## Palmares

### verspringen
- 2005:  Europacup B - 7,73 m

### hink-stap-springen
Kampioenschappen
- 1999:  EJK - 15,98 m
- 1999: 4e WK B-junioren - 15,70 m
- 2000:  WJK - 16,41 m
- 2001:  EJK - 16,65 m
- 2001:  Universiade - 17,11 m
- 2002:  EK indoor - 17,22 m
- 2003: 8e WK indoor - 16,59 m
- 2003:  EK <23 jr.) - 17,28 m
- 2004: 5e WK indoor - 17,19 m
- 2004:  OS - 17,55 m
- 2004: 8e Wereldatletiekfinale - 16,36 m
- 2005:  Europacup B - 17,22 m
- 2005:  WK  - 17,40 m
- 2006: 4e WK indoor - 17,34 m
- 2006:  EK - 17,18 m
- 2006: 8e Wereldatletiekfinale - 16,54 m
- 2006:  Wereldbeker - 17,05 m
- 2008: 5e OS - 17,22 m
- 2010:  EK - 17,55 m
- 2010:  IAAF/VTB Bank Continental Cup - 17,27 m
- 2011:  EK indoor - 17,62 m
- 2011: 7e in kwal. WK - 16,61 m
- 2012: 11e in kwal. WK indoor - 16,58 m
- 2013: 6e WK - 16,82 m
- 2014: 4e WK indoor - 17,21 m
- 2014:  EK team - 16,68 m
- 2014:  Balkan kamp. - 16,77 m
- 2014: 5e EK - 16,94 m
- 2014: 4e DécaNation - 16,43 m
- 2015:  EK indoor - 16,91 m
- 2015: 4e EK team - 15,68 m
- 2015: 6e WK - 17,05 m
- 2016: 10e WK indoor - 16,27 m
- 2016: NM OS

Golden League-podiumplekken
- 2003:  Weltklasse Zürich – 17,24 m
- 2004:  Golden Gala – 17,32 m
- 2004:  Weltklasse Zürich – 17,27 m
- 2004:  Memorial Van Damme – 17,24 m